# DeWayne McKnight
Dewayne "Blackbyrd" McKnight (Los Angeles, 17 april 1954) is een Amerikaans gitarist die bij vele bands heeft gespeeld, waaronder Parliament/Funkadelic, George Clinton en Bootsy Collins en de Red Hot Chili Peppers.

## Biografie
McKnight maakte zijn eerste opnamen in 1973 met Charles Lloyd (Geeta, Morning Sunrise), met wie hij ook begin jaren 1970 toerde. Van 1975 tot 1978 speelde hij elektrische gitaar bij The Headhunters van Herbie Hancock, met wie hij o.a. Survival of the Fittest (1975) en Straight from the Gate (1978) opnam (en met Herbie Hancock Man-Child en Flood-Live in Japan, 1975) en daarna tot 2008 bij Parliament en Funkadelic van George Clinton en andere Clinton-projecten als Brides of Funkenstein. Van 1980 tot 2008 was hij muzikaal leider van Parliament/Funkadelic.
Hij speelde ook met Sonny Rollins (op Nucleus, 1975), Bennie Maupin, Macy Gray, Ron Wood en Bernard Fowler, Shuggie Otis, Melvin Gibbs, Fishbone, Wyzard of Mothers Finest en Bill Laswell.
In 1988 was hij ook kortstondig gitarist van de Red Hot Chili Peppers en speelde hij op diens album Out in L.A. (1994). Vanaf 2007 speelde hij ook solo in de omgeving van de Knitting Factory en was hij in 2008 mede-oprichter van de band SocialLybrium met Bernie Worrell. In 2009 verscheen zijn debuutalbum bout funkin' time als solist. McKnight, die ook speelde met Miles Davis, behoort tot de reünieband The Miles Electric Band, die bestaat uit muzikanten van Davis.

## Geselecteerde discografie
- 1975: Herbie Hancock-Flood
- 1975: The Headhunters-Survival Of The Fittest
- 1977: The Headhunters-Straight From The Gate
- 1979: Funkadelic-Uncle Jam Wants You
- 1979: Parliament-Gloryhallastoopid
- 1979: The Brides Of Funkenstein-Never Buy Texas From A Cowboy
- 1983: George Clinton-You Shouldn't-Nuf Bit Fish
- 1983: P-Funk All-Stars-Urban Dancefloor Guerillas
- 1985: George Clinton-Some of My Best Jokes Are Friends
- 1985: Jimmy G and the Tackheads-Federation of Tackheads
- 1986: George Clinton-R&B Skeletons in the Closet
- 1988: INCorporated Thang Band-Lifestyles Of The Roach And Famous
- 1989: George Clinton-The Cinderella Theory
- 1990: Mr. Fiddler-With Respect
- 1990: P-Funk All-Stars-Live At The Beverly Theater
- 1992: Foley-7 Years Ago...Directions In Smart-Alec Music
- 1993: George Clinton-Hey Man, Smell My Finger
- 1993: Parliament-Funkadelic/P-Funk All-Stars-Dope Dogs
- 1993: George Clinton and the P-Funk All-Stars-Go Fer Yer Funk
- 1994: P-Funk Guitar Army-Tributes To Jimi Hendrix
- 1995: Parliament-Funkadelic/P-Funk All-Stars-Police Doggy
- 1995: Axiom Funk-Funkcronomicon
- 1996: George Clinton and the P-Funk All-Stars-T.A.P.O.A.F.O.M.
- 2005: George Clinton and the P-Funk All-Stars-How Late Do U Have 2BB4UR Absent?
- 2007: Funkadelic-By Way Of The Drum

- International Standard Name Identifier: 0000 0000 4141 6919
- Library of Congress Control Number: no99015455
- MusicBrainz: f48e4420-d2bd-47c6-a322-e2577d06453a
- Virtual International Authority File: 51319209
- WorldCat: E39PBJhGWV7GXpC4fJxC4vgh73